# Ferroantofil·lita
La ferroantofil·lita és un mineral de la classe dels silicats, que pertany al grup del nom arrel antofil·lita. Rep el seu nom per la seva relació amb l'antofil·lita i del seu contingut en ferro.

## Característiques
La ferroantofil·lita és un inosilicat de fórmula química ☐{Fe₂2+}{Fe₅2+}(Si₈O22)(OH)₂. Cristal·litza en el sistema ortoròmbic. La seva duresa a l'escala de Mohs és 5,5 a 6. És un mineral dimorf de la grunerita. Forma una sèrie de solució sòlida amb l'antofil·lita.
Segons la classificació de Nickel-Strunz, la ferroantofil·lita pertany a «09.DD - Inosilicats amb 2 cadenes dobles periòdiques, Si₄O11; ortoamfíbols» juntament amb els següents minerals: ferrogedrita, gedrita, holmquistita, protomanganoferroantofil·lita, sodicantofil·lita, sodicferroantofil·lita, sodicferrogedrita, sodicgedrita, ferroholmquistita i protoantofil·lita.

## Formació i jaciments
Va ser descoberta a la mina Tamarack and Custer, a Custer Peak, al districte del Coeur d'Alene, al comtat de Shoshone (Idaho, Estats Units). També ha estat descrita al dipòsit de titani de Yangtizishan-Moshishan (Mongòlia Interior, Xina), a la mina Arschitza, a Suceava (Romania) i a dues localitats nord-americanes, a Massachusetts: Gloucester i Rockport.